# Мадагаскар на летних Олимпийских играх 2000
Мадагаскар принимал участие в Летних Олимпийских играх 2000 года в Сиднее в восьмой раз за свою историю, но не завоевал ни одной медали. Сборную страны представляли 11 спортсменов.

## Состав олимпийской сборной Мадагаскара

### Дзюдо
Спортсменов — 1
Соревнования по дзюдо проводились по системе на выбывание. В утешительные раунды попадали спортсмены, проигравшие полуфиналистам турнира. Два спортсмена, одержавших победу в утешительном раунде, в поединке за бронзу сражались с проигравшими в полуфинале.
Женщины
| Спортсмен         | Категория | 1/16                               | 1/8                | Четвертьфиналы     | Полуфиналы         | Первый доп. раунд  | Утешительный четвертьфинал | Утешительный полуфинал | За 3 место Финал   | Место |
| Спортсмен         | Категория | Соперник Результат                 | Соперник Результат | Соперник Результат | Соперник Результат | Соперник Результат | Соперник Результат         | Соперник Результат     | Соперник Результат | Место |
| ----------------- | --------- | ---------------------------------- | ------------------ | ------------------ | ------------------ | ------------------ | -------------------------- | ---------------------- | ------------------ | ----- |
| Найна Раваоарисоа | до 52 кг  | Ши Бэйчжунь (TPE) пор. 0000 — 1011 | Не прошла          | Не прошла          | Не прошла          | Не прошла          | Не прошла                  | Не прошла              | Не прошла          | 19    |

### Плавание
Спортсменов — 1
В следующий раунд на каждой дистанции проходили лучшие спортсмены по времени, независимо от места занятого в своём заплыве.
Мужчины
| Спортсмен            | Соревнование | Предварительные заплывы | Предварительные заплывы | Полуфиналы | Полуфиналы | Финал     | Финал     |
| Спортсмен            | Соревнование | Результат               | Место                   | Результат  | Место      | Результат | Место     |
| -------------------- | ------------ | ----------------------- | ----------------------- | ---------- | ---------- | --------- | --------- |
| Жан-Люк Разакаривони | 100 м брасс  | 1:05,97                 | 55                      | Не прошёл  | Не прошёл  | Не прошёл | Не прошёл |